# Look at Yourself
Look at Yourself je třetí album britské rockové skupiny Uriah Heep. Titulní skladba a skladba „July Morning“ byly v letech 1971 a 1973 v Severní Americe vydány jako singly. Skladba July Morning se stala vzorem pro každoroční událost, kdy lidé z celého Bulharska se koncem června sjíždějí k Černému moři a tam po vzoru hippies vítají první červencový den.
Přebal alba byl z reflexní fólie s výřezem, který evokoval zrcadlo s deformujícím obrazem toho, kdo se do něho podíval. Tato skutečnost korespondovala s názvem alba Look at yourself - Podívej se na sebe. Uvnitř přebalu pak byl běžný kartonový obal alba s texty písní.

## Seznam skladeb
1. "Look at Yourself" (Hensley) – 5:10
2. "I Wanna Be Free" (Hensley) – 4:01
3. "July Morning" (Byron, Hensley) – 10:32
4. "Tears in My Eyes" (Hensley) – 5:01
5. "Shadows of Grief" (Byron, Hensley) – 8:39
6. "What Should Be Done" (Hensley) – 4:15
7. "Love Machine" (Box, Byron, Hensley) – 3:37

Album bylo roku 1996 vydáno znovu s dvěma skladbami navíc:
1. "Look At Yourself (Singl)" (Hensley) – 3:07
2. "What's Within My Heart (Out-take)" (Hensley) – 5:23

"Out-take" z Look at Yourself sezóny. Poprvé vydán roku 1993 na The Lansdowne Tapes.

## Sestava

### Uriah Heep
- Ken Hensley – varhany, piáno, kytara, akustická kytara, zpěv
- Mick Box – kytara, akustická kytara
- David Byron – zpěv
- Paul Newton – baskytara
- Ian Clarke – bicí

### Hosté
- Manfred Mann – syntezátor ve skladbě 'July Morning'
- Ted, Mac and Loughty (Osibisa) – percuse ve skladbě 'Look At Yourself'